# Elleham
Elleham var navnet på Jacob Ellehammers motorcykel. Der blev fremstilllet omkring 1.045 eksemplarer, hvor postvæsnet og militæret fik de første.
Den blev bygget på et rørstel, der minder om nutidens scootere, så en dame i kjole kunne stige på den uden besvær. Bremsen blev betjent ved en pedal ved højre hæl, der pressede en træklods ind i baghjulets rem.
Oprindeligt blev der anvendt en motor fremstillet i Frankrig, men man gik senere over til at anvende en motor, der var udviklet af Ellerhammer selv. Motorkraften blev overført til baghjulet ved en rem. Lygter var heller ikke monterede på den oprindelige udgave.
I dag er der 10 bevarede Elleham i Danmark, hvor Egeskov Slots museum har den ene. Ellehammer-fabrikken bygger i dag pumper og ejer selv et enkelt eksemplar. Af de 10 er det kun den ene, der fortsat er funktions- og køredygtig. Den har deltaget fire gange i Skagen-København-veteranløbet. Den anvendes til udstillinger og fremvisninger.